# Josh Dubovie
Josh Dubovie (n. 27 noiembrie 1990) este un cântăreț din Regatul Unit. A fost născut în orașul Laindon din comitatul Essex. La 12 martie 2010 s-a decis că el va reprezenta Regatul Unit la Concursul Muzical Eurovision 2010 cu melodia „That Sounds Good to Me”.
1. ↑  Josh Dubovie, Discogs, accesat în 9 octombrie 2017